# J'aime lire Max
J'aime lire Max, anciennement D Lire, est un magazine mensuel de littérature jeunesse du groupe Bayard Presse créé en 2001 et destiné à un public préadolescent (9–13 ans), entre J'aime lire et Je bouquine. 

## Historique
L'idée d'un magazine à destination des 9–13 ans par Bayard Presse trouve sa source avec la création, à l'été 1998, de la revue bimestrielle Maximum. À cette époque, on trouve en kiosque une autre revue portant le même titre mais au contenu pornographique. La justice contraindra cette dernière à changer de nom à la demande de Bayard.
Après 35 numéros, le titre, désormais mensuel, est renommé D Lire en septembre 2001, puis J'aime lire Max en septembre 2014.

## Contenu
Selon le même principe que ses deux aînés, J'aime lire et Je bouquine, le magazine accorde une large place à un roman commandé à un auteur et un illustrateur reconnus et propose une partie consacrée à la culture et une autre à la bande dessinée. On retrouve parmi les auteurs et illustrateurs les mêmes noms que dans J'aime lire et Je bouquine, comme celui de l'illustrateur et carnettiste Bruno Pilorget.
En 2005, le magazine publie des hors-séries de bandes dessinées : y figurent notamment Mon ami Grompf de Nob et Zélie et Compagnie d'Éric Corbeyran et David De Thuin. Cette formule avait été testée l'année précédente sous le titre J'aime la BD. 

## Bandes dessinées publiées
- La Bande à D Click / T.Taclack de Libon et Frédéric Bénaglia
- Les Enquêtes du docteur Enigmus de Paul Martin et Mattew Broersma

- Sardine de l'espace d'Emmanuel Guibert, Mathieu Sapin et Joann Sfar
- Ne pas déranger de Catherine Meurisse
- Zélie et compagnie puis Zélie Academy de Corbeyran et David De Thuin
- Mon ami Grompf puis La Cantoche de Nob
- Mandarine and Cow / Chico Mandarine de Jacques Azam
- Gibus d'Olivier Lhote et Sylvain Frécon
- Tralaland de Libon